# Зонування земель
Зонування земель — віднесення у межах населених пунктів певних земельних ділянок до різного ступеня містобудівної цінності. Зонування передбачає розмежування з виділенням особливих зон, для кожної з яких встановлюється цільове призначення, пріоритетні функції і відповідні режими землекористування.
Зонування земель за їх категоріями та типами землекористування – це землевпорядно-правові дії щодо визначення меж (зон) земель за їх категоріями та типами (підтипами) землекористування (видах використання) з врахуванням еколого-економічної придатності земель та формуванню правового режиму землекористування в зонах [Третяк А.М.]. Зонування земель базується на таких основних принципах:
· забезпечення екологічних пріоритетів землекористування;
· розподілу по доцільному використанню за ступенем еколого-економічної придатності, суспільної (природоохоронної, історико-культурної, наукової, ресурсної) або містобудівної цінності земель;
· відкритості інформації із зонування ;
· громадського обговорення на усіх етапах визначення правового режиму земельних ділянок в межах кожної зони;
·  обов’язковості дотримання встановленого правового режиму землекористування в зонах для фізичних і юридичних, та органів виконавчої влади і місцевого самоврядування.
Під типом землекористування розумілося –різновид використання земель відповідно до певної типологічної ознаки: суспільних та соціально-економічних потреб, еколого-економічної придатності, основного виду використання земель із врахуванням не тільки їх придатності а і цінності інших природних ресурсів.
Зонування земель здійснюється в межах територій територіальних громад [Ст.180 Земельного кодексу України ]
План зонування території (зонінг) — містобудівна документація, що визначає умови та обмеження використання території для містобудівних потреб у межах визначених зон.
Для зонування земель використовуються схеми землевпорядкування, схеми використання й охорони земельних ресурсів, природоохоронна, землевпорядна, містобудівна та інша документація на рівні регіонів і їх муніципальних утворень. Результати зонування затверджуються у місцевих правилах забудови, що мають текстову частину та графічну частину — план зонування.

## Особливості зонування земель
Зонування проводиться тільки в межах населених пунктів і частини приміських зон (ділянки, надані для садівництва, городництва, дачного господарства). Стосовно сільськогосподарських угідь або земель промисловості та іншого спеціального призначення, земельне законодавство зонування не передбачає.
Метою зонування є впорядкуванню процесу створення та експлуатації об'єктів нерухомості як взаємопов'язаного комплексу будівель, споруд і земельної ділянки, на якій вони розташовані. При зонуванні, суміжні ділянки, що мають однакове функціональне призначення, об'єднуються в одну зону.
Для кожної зони встановлюються обмеження на використання земель. Ці обмеження враховують існуюче використання земель та використання їх у майбутньому. Зонування повинно здійснюватися щодо земельних ділянок, які підлягають забудові, незалежно від категорії земель.
Зонування земель забезпечує сталий розвиток територій населених пунктів, збереження навколишнього природного середовища та об'єктів культурної спадщини.